# Tergestia laticollis
Tergestia laticollis är en plattmaskart. Tergestia laticollis ingår i släktet Tergestia och familjen Fellodistomatidae. Inga underarter finns listade i Catalogue of Life.